# Rhinopithecus
Rhinopithecus (Рінопітек) — рід приматів фауни Старого Світу з родини Мавпові (Cercopithecidae). Рід має п'ять видів, які живуть у Китаї, В'єтнамі та північній частині М'янми і деякі з них дуже рідкісні. Вони населяють гірські ліси на висоті до 4500 метрів. грец. ῥίς — «ніс», грец. πιθήκιον — «мавпа».

## Вигляд
Мають ледь виступаюче кругле обличчя з кирпатим носом, отвори яких спрямовані вперед. Це відносно барвисті мавпи з довгим хутром, особливо на плечах і спині. Вони досягають довжини тіла 51-83 см і довжини хвоста 55-97 см.

## Стиль життя
Два види, roxellana і bieti живуть частково на землі, а частково на деревах, а brelichi і avunculus головним чином знайдені на деревах. Вони живуть разом в дуже великих групах до 600 членів, які розколюється на дрібні групи в часи харчового дефіциту, наприклад, в зимовий період. Вони мають територіальні інстинкти, захищаючи свою територію в основному криками. Вони є травоїдними, їх дієта складається з хвої, бруньок, фруктів, листя та насіння. Взимку вони часто споживають лишайники або кору дерев до того. Багатокамерний шлунок допомагає їм у перетравленні їжі.

## Життєвий цикл
Після близько 200 днів вагітності яка є навесні або на початку літа, як правило, один малюк народжується. Молоді тварини стають статевозрілими в п'ять-сім років.

## Загрози
Сьогодні, розчищення лісів несе основну небезпеку.

## Види
За МСОП є 5 сучасних видів роду:
- - Rhinopithecus avunculus
  - Rhinopithecus bieti
  - Rhinopithecus brelichi
  - Rhinopithecus roxellana
  - Rhinopithecus strykeri